# Cañón arponero

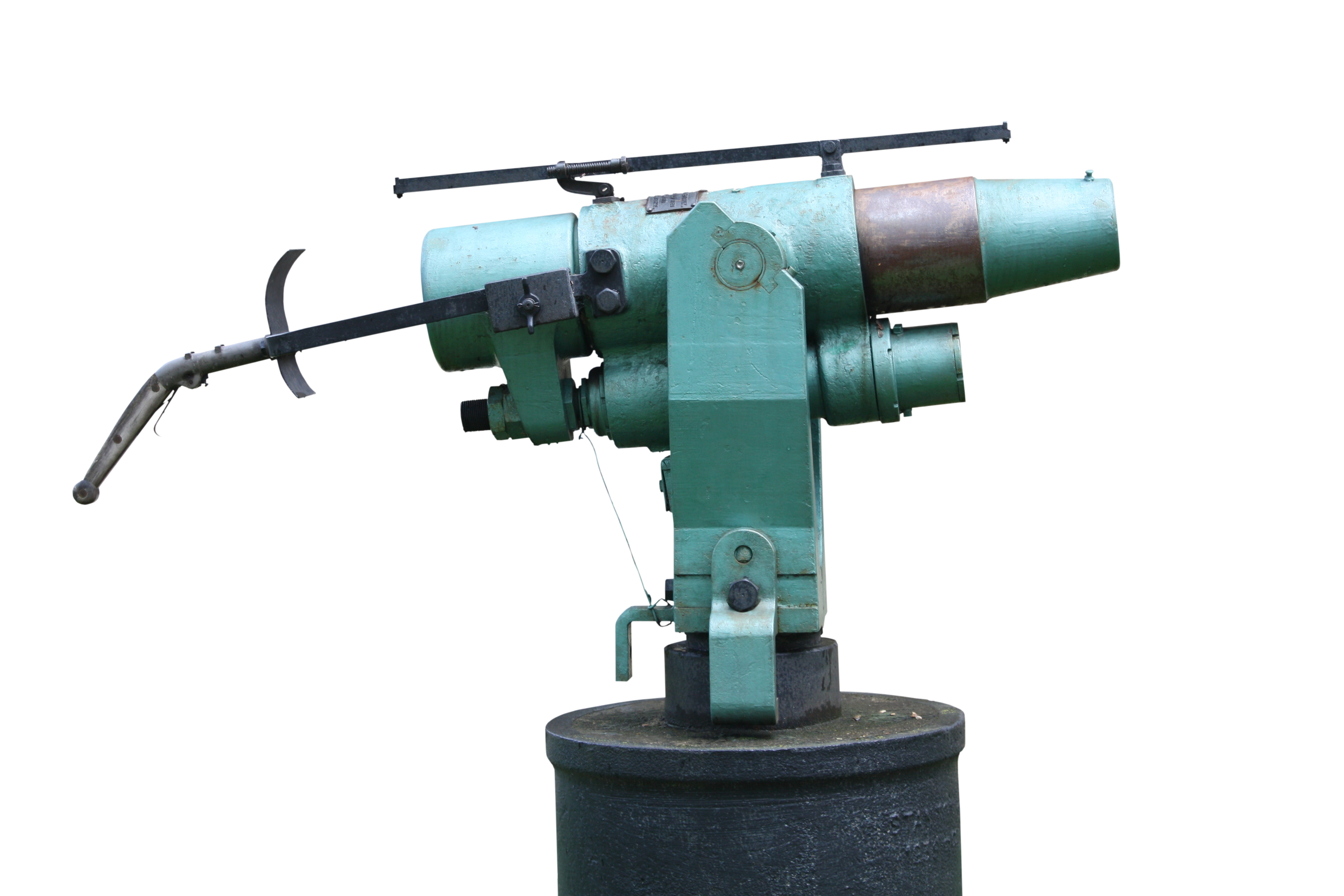
El cañón arponero del Instituto Scott de Investigación Polar.

El cañón arponero, es un implemento de caza de ballenas desarrollado a fines del siglo XIX y más utilizado en el siglo XX. Está montado sobre un afuste de pedestal en la proa de un ballenero, desde donde se tiene un amplio campo de visión. Cargado con pólvora negra y más tarde con pólvora sin humo, por lo general dispara un gran arpón de acero, ya sea de acero macizo (arpón frío) o equipado con una carga explosiva de pólvora negra, o más tarde con pentrita.
Los cañones arponeros todavía se usan hoy en día en las naciones balleneras, pero generalmente son armas de menor calibre, con la excepción de Islandia, que caza regularmente grandes ballenas.